# Jeppe Simonsen
Jeppe Friborg Simonsen (21 novembre 1995) è un calciatore danese naturalizzato haitiano, difensore del Fremad Amager e della nazionale haitiana.

## Caratteristiche tecniche
È un terzino destro.

## Carriera

### Club
Cresciuto nel settore giovanile del SønderjyskE, ha esordito in prima squadra il 27 luglio 2014 disputando l'incontro di Superligaen pareggiato 1-1 contro l'Esbjerg.

### Nazionale
Ha esordito in nazionale nel 2021.
Ha partecipato alla CONCACAF Gold Cup 2023.

## Statistiche
Statistiche aggiornate al 10 gennaio 2020.

### Presenze e reti nei club
| Stagione        | Squadra         | Campionato      | Campionato | Campionato | Coppe nazionali | Coppe nazionali | Coppe nazionali | Coppe continentali | Coppe continentali | Coppe continentali | Altre coppe | Altre coppe | Altre coppe | Totale | Totale | Totale |
| Stagione        | Squadra         | Comp            | Pres       | Reti       | Comp            | Pres            | Reti            | Comp               | Pres               | Reti               | Comp        | Pres        | Reti        | Pres   | Reti   |        |
| --------------- | --------------- | --------------- | ---------- | ---------- | --------------- | --------------- | --------------- | ------------------ | ------------------ | ------------------ | ----------- | ----------- | ----------- | ------ | ------ | ------ |
| 2014-2015       | SønderjyskE     | SL              | 6          | 0          | CD              | 2               | 0               |                    | -                  | -                  |             | -           | -           | 8      | 0      |        |
| 2015-2016       | SønderjyskE     | SL              | 13         | 2          | CD              | 1               | 1               |                    | -                  | -                  |             | -           | -           | 14     | 3      |        |
| 2016-gen. 2017  | HB Køge         | 1D              | 19         | 2          | CD              | 0               | 0               |                    | -                  | -                  |             | -           | -           | 19     | 2      |        |
| gen.-giu. 2017  | SønderjyskE     | SL              | 4          | 1          | CD              | 1               | 0               | UEL                | 0                  | 0                  |             | -           | -           | 5      | 1      |        |
| 2017-2018       | SønderjyskE     | SL              | 10         | 0          | CD              | 1               | 0               |                    | -                  | -                  |             | -           | -           | 11     | 0      |        |
| 2018-2019       | SønderjyskE     | SL              | 14         | 0          | CD              | 1               | 0               |                    | -                  | -                  |             | -           | -           | 15     | 0      |        |
| 2019-2020       | SønderjyskE     | SL              | 13         | 1          | CD              | 1               | 0               |                    | -                  | -                  |             | -           | -           | 14     | 1      |        |
| Totale carriera | Totale carriera | Totale carriera | 79         | 6          |                 | 7               | 1               |                    | 0                  | 0                  |             | -           | -           | 86     | 7      |        |

### Cronologia presenze e reti in nazionale
| Cronologia completa delle presenze e delle reti in nazionale ― Haiti | Cronologia completa delle presenze e delle reti in nazionale ― Haiti | Cronologia completa delle presenze e delle reti in nazionale ― Haiti | Cronologia completa delle presenze e delle reti in nazionale ― Haiti | Cronologia completa delle presenze e delle reti in nazionale ― Haiti | Cronologia completa delle presenze e delle reti in nazionale ― Haiti | Cronologia completa delle presenze e delle reti in nazionale ― Haiti | Cronologia completa delle presenze e delle reti in nazionale ― Haiti |
| Data                                                                 | Città                                                                | In casa                                                              | Risultato                                                            | Ospiti                                                               | Competizione                                                         | Reti                                                                 | Note                                                                 |
| -------------------------------------------------------------------- | -------------------------------------------------------------------- | -------------------------------------------------------------------- | -------------------------------------------------------------------- | -------------------------------------------------------------------- | -------------------------------------------------------------------- | -------------------------------------------------------------------- | -------------------------------------------------------------------- |
| 5-6-2021                                                             | Providenciales                                                       | Turks e Caicos                                                       | 0 – 10                                                               | Haiti                                                                | Qual. Mondiali 2022                                                  | -                                                                    | 65’                                                                  |
| 8-6-2021                                                             | Port-au-Prince                                                       | Haiti                                                                | 1 – 0                                                                | Nicaragua                                                            | Qual. Mondiali 2022                                                  | -                                                                    |                                                                      |
| 12-6-2021                                                            | Port-au-Prince                                                       | Haiti                                                                | 0 – 1                                                                | Canada                                                               | Qual. Mondiali 2022                                                  | -                                                                    | 41’ 78’                                                              |
| 15-6-2021                                                            | Bridgeview                                                           | Canada                                                               | 3 – 0                                                                | Haiti                                                                | Qual. Mondiali 2022                                                  | -                                                                    |                                                                      |
| 27-3-2022                                                            | Fort Lauderdale                                                      | Guatemala                                                            | 2 – 1                                                                | Haiti                                                                | Amichevole                                                           | -                                                                    | 85’                                                                  |
| 4-6-2022                                                             | Hamilton                                                             | Bermuda                                                              | 0 – 0                                                                | Haiti                                                                | CONCACAF Nations League 2022-2023 - 1º turno                         | -                                                                    |                                                                      |
| 11-6-2022                                                            | Georgetown                                                           | Guyana                                                               | 2 – 6                                                                | Haiti                                                                | CONCACAF Nations League 2022-2023 - 1º turno                         | -                                                                    |                                                                      |
| 15-6-2022                                                            | Santo Domingo                                                        | Haiti                                                                | 6 – 0                                                                | Guyana                                                               | CONCACAF Nations League 2022-2023 - 1º turno                         | 1                                                                    | 66’                                                                  |
| 25-3-2023                                                            | Lookout                                                              | Montserrat                                                           | 0 – 4                                                                | Haiti                                                                | CONCACAF Nations League 2022-2023 - 1º turno                         | -                                                                    | 79’                                                                  |
| 29-3-2023                                                            | San Cristóbal                                                        | Haiti                                                                | 3 – 1                                                                | Bermuda                                                              | CONCACAF Nations League 2022-2023 - 1º turno                         | -                                                                    |                                                                      |
| 20-6-2023                                                            | Palm Beach Gardens                                                   | Haiti                                                                | 0 – 0                                                                | Trinidad e Tobago                                                    | Amichevole                                                           | -                                                                    | Uscita                                                               |
| 8-9-2023                                                             | Santo Domingo                                                        | Haiti                                                                | 0 – 0                                                                | Cuba                                                                 | CONCACAF Nations League 2023-2024 - 1º turno                         | -                                                                    | 62’                                                                  |
| 12-9-2023                                                            | Kingston                                                             | Giamaica                                                             | 2 – 2                                                                | Haiti                                                                | CONCACAF Nations League 2023-2024 - 1º Turno                         | -                                                                    |                                                                      |
| 12-10-2023                                                           | Paramaribo                                                           | Suriname                                                             | 1 – 1                                                                | Haiti                                                                | CONCACAF Nations League 2023-2024 - 1º turno                         | -                                                                    | 86’                                                                  |
| 15-10-2023                                                           | Port of Spain                                                        | Haiti                                                                | 2 – 3                                                                | Giamaica                                                             | CONCACAF Nations League 2023-2024 - 1º turno                         | -                                                                    | 90+5’                                                                |
| Totale                                                               |                                                                      | Presenze                                                             | 15                                                                   |                                                                      | Reti                                                                 | 1                                                                    |                                                                      |

## Palmarès

### Club

#### Competizioni nazionali
- Coppa di Danimarca: 1

SønderjyskE: 2019-2020